# Madona z Nesvačil
Madona z Nesvačil (kolem 1410) patří k nejkvalitnějším dřevěným madonám pozdního krásného slohu v Čechách. Je považována za mladší repliku Madony plzeňské. Za autora byl označen tzv. Mistr nesvačilských soch, který se patrně vyučil v dílně Mistra Týnské Kalvárie. Socha pochází z kostela Nalezení svatého Kříže v Nesvačilech a je vystavena v expozici středověkého umění Národní galerie v Praze.

## Popis a zařazení
Socha z lipového dřeva, vzadu opracovaná, se starou (možná původní) polychromií, výška 137 cm. Restauroval F. Kotrba (1946).
Autor byl řezbářem význačných kvalit, který v poněkud tužší a těžkopádnější formě s velkou jistotou využíval klasické schéma krásného slohu. Madona ve výrazném esovitém prohnutí drží dítě na boku nad levou nohou, ale rytmus pohybu ustrnul a tvář postrádá někdejší živost výrazu. Základní symetrické schéma drapérie s mísovitými záhyby, kličkovitými prohlubněmi, dvěma kaskádami trubicových záhybů po stranách a horizontálním lemem ve výši kolen má původ v parléřovské huti. Z 80. let 14. století pochází také typ šikmo ležícího nahého dítěte, které Panna Marie předkládá věřícím. Mohutná, plně plastická a blokovitě uzavřená figura s nevýrazným kontrapostem je komponována pro čelní pohled. Originální obměnou detailu, známého z Krumlovské madony, je vyčnívající cíp pláště, který Ježíšek přidržuje levou rukou, v níž svírá jablko. Sochař použil i další široce užívané motivy – např. gesto, jímž Ježíšek drží matčinu roušku (ta představuje symbol panenství Marie před porodem i po něm), nebo motiv velkého dolního záhybu šatu s "nosem". Nejde však o eklektické přejímání vzorů, ani pouhou redukci složitého tvaru Plzeňské madony, ale spíše o novou formulaci tradičního typu.
Stylem řezby socha souvisí s některými díly Mistra Týnské Kalvárie – např. Pannou Marií z dumlosovské Kalvárie a Madonou z kostela sv. Alžběty (levá strana s kaskádou záhybů), nebo sv. Janem Evangelistou z Týnské Kalvárie (partie kolena volné nohy). Motiv záhybu drapérie na přední straně je shodný s Madonou z františkánského kostela v Plzni (1415), rovněž řazené do okruhu dílny Mistra Týnské Kalvárie. Podle některých historiků umění byl autorem sochy řezbář, který v této dílně pracoval a kolem roku 1410 se osamostatnil.

### Detaily a příbuzná díla

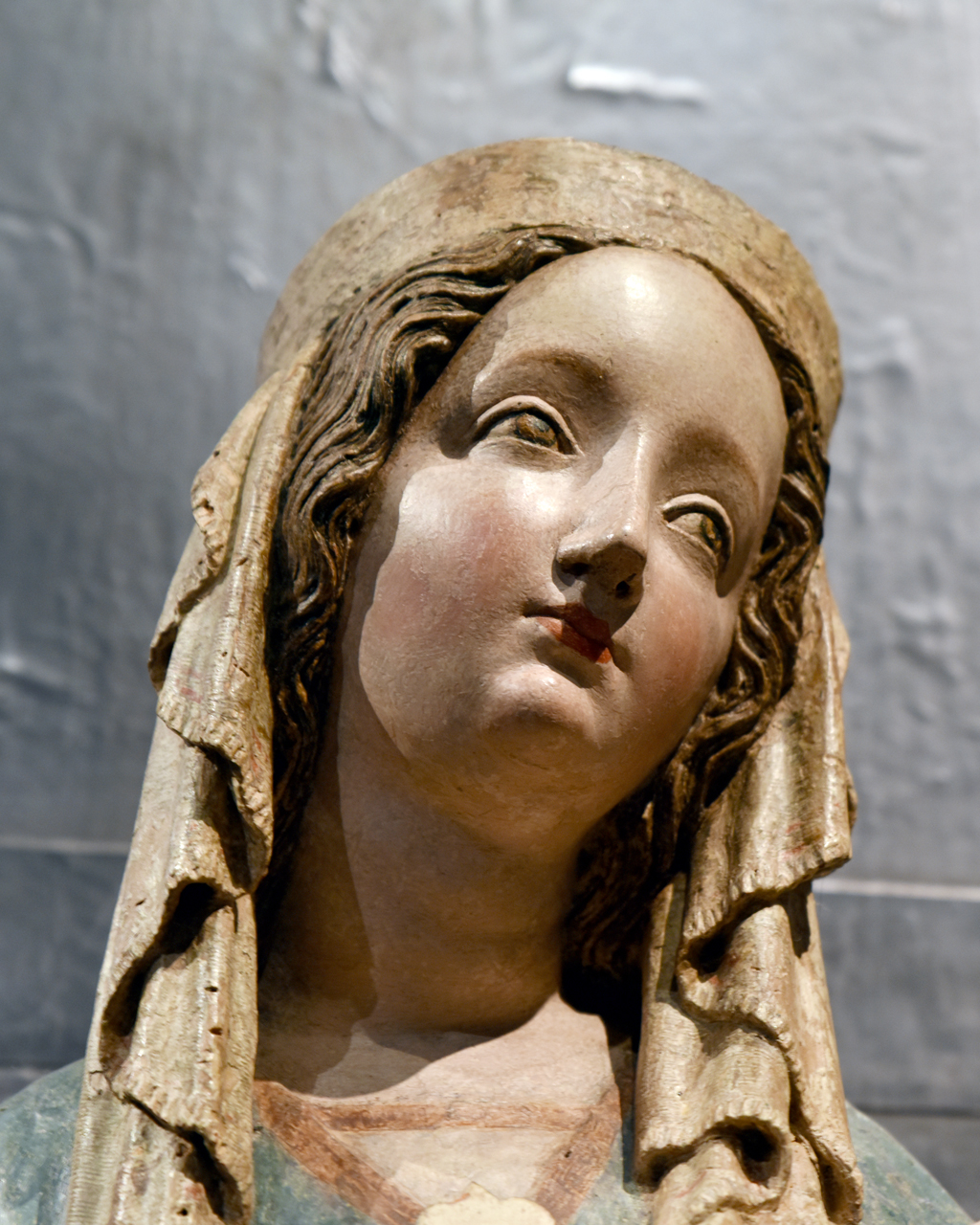
Madona z Nesvačil, detail hlavy
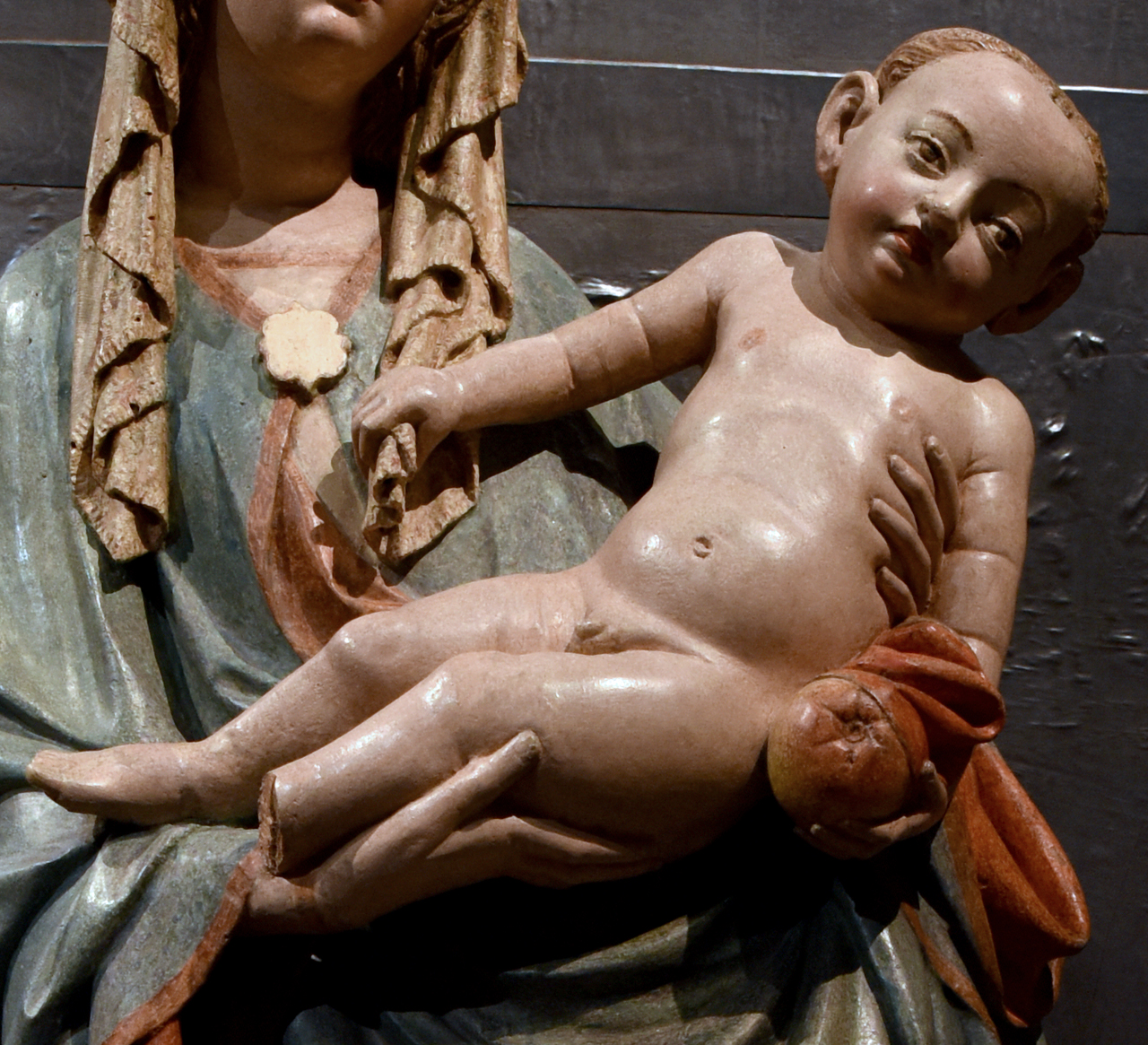
Madona z Nesvačil, detail Ježíška
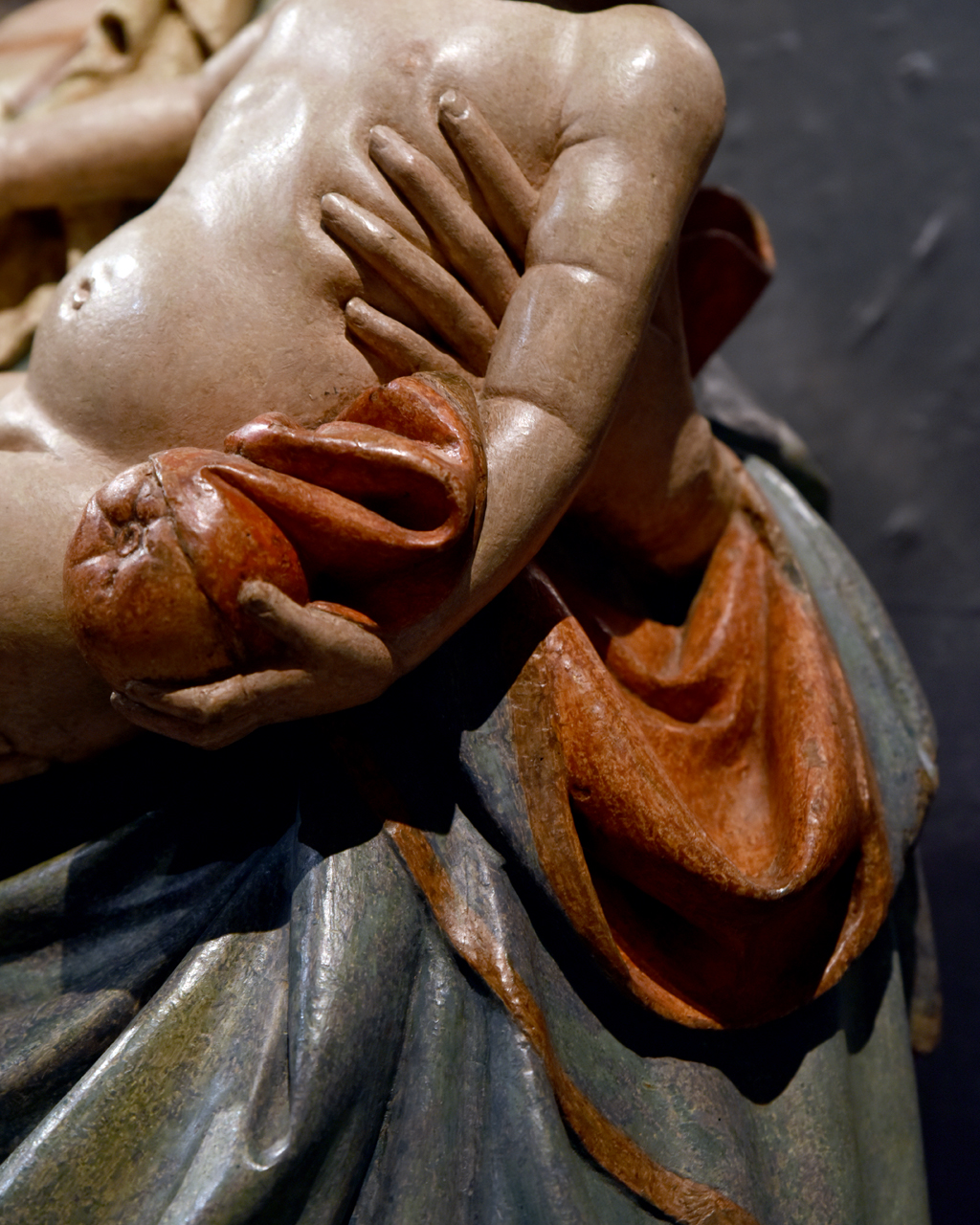
Madona z Nesvačil, detail cípu pláště a jablka
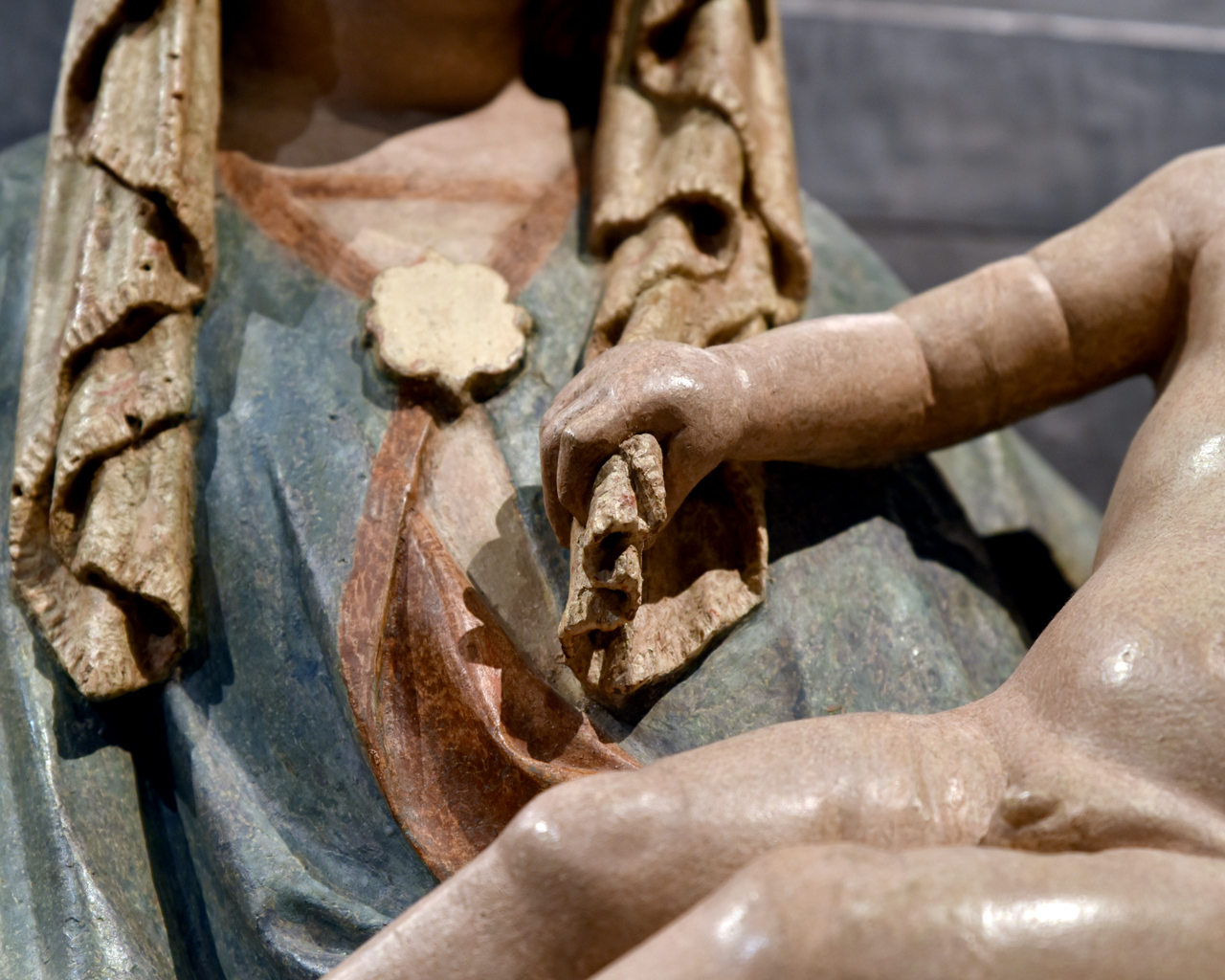
Madona z Nesvačil, detail roušky a pravé ruky Ježíška
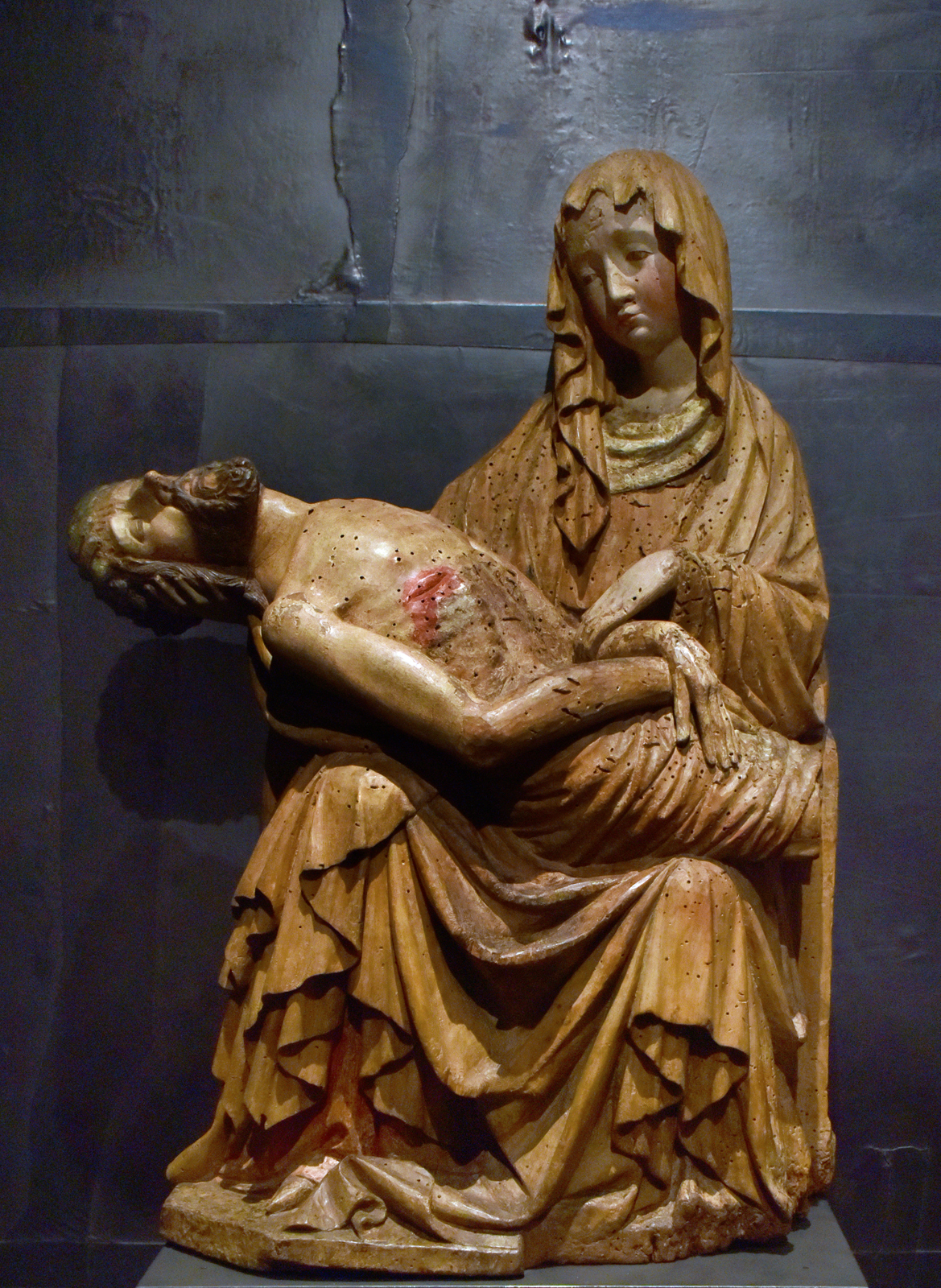
Pieta z Nesvačil (kolem 1420–1430), Národní galerie v Praze